# Wurmbea novae-zelandiae
Wurmbea novae-zelandiae là một loài thực vật có hoa trong họ Colchicaceae. Loài này được Joseph Dalton Hooker miêu tả khoa học đầu tiên năm 1878 dưới danh pháp Anguillaria novae-zelandiae dựa theo mô tả trước đó của Thomas Kirk. Năm 1879 John Gilbert Baker chuyển nó sang chi Iphigenia
Từ năm 2015 nó được chuyển sang chi Wurmbea với danh pháp Wurmbea novae-zelandiae (Hook.f. ex Kirk) Lekhak, Survesw. & S.R.Yadav, 2016.